# White Stone
White Stone é uma cidade  localizada no estado norte-americano de Virginia, no Condado de Lancaster.

## Demografia
Segundo o censo norte-americano de 2000, a sua população era de 358 habitantes.
Em 2006, foi estimada uma população de 344, um decréscimo de 14 (-3.9%).

## Geografia
De acordo com o United States Census Bureau tem uma área de
2,6 km², dos quais 2,6 km² cobertos por terra e 0,0 km² cobertos por água.

## Localidades na vizinhança
O diagrama seguinte representa as localidades num raio de 36 km ao redor de White Stone.